# Argomenna
L'Argomenna è un corso d'acqua toscano, affluente destro del fiume Sieve. Scorre interamente nel comune di Pontassieve, città metropolitana di Firenze, sgorgando dalle pendici di Monte Giovi presso la località di Galiga e scorrendo in una vallata in buona parte non antropizzata fino a sfociare nella Sieve subito a valle di Montebonello. Lungo il suo corso forma l'omonima cascata.